# Gregori IV Tekha
Gregori IV Tekha fou patriarca de l'església armènia del 1173 al 1193. Va tenir com a col·laborador el gran sacerdot i escriptor Narses de Lampron, arquebisbe de Tars. El 1179 va reunir un concili a Rumqala que va posar algunes fórmules transaccionals per la unió amb els grecs i llatins. Va tenir bones relacions amb el Papa Luci III, al qual el 1184 va enviar un missatger que el va trobar a Verona; el papa li va enviar un anell, pal·lio i mitra. Va morir el 1193. El seu amic Narses de Lampron i un altre bisbe proper a les seves idees, Grigor Apirat, foren descartats de la successió i es va elegir Grigor V Karavege, més nacionalista.